# Augustiniánský klášter v Lanškrouně
Augustiniánský klášter v Lanškrouně je zaniklý klášter řádu augustiniánů kanovníků v Lanškrouně, na jehož místě byl na konci 15. století postaven lanškrounský zámek. Z původního kláštera se dochovala jediná místnost.

## Historie

### Klášter za hradbami
Historie proboštství augustiniánského kláštera začíná 8. srpna roku 1371, kdy byl se souhlasem litomyšlského biskupa založen a zasvěcen Panně Marii, svatému Mikuláši a svaté Kateřině. Velký podíl na založení tohoto kláštera měl litomyšlský biskup Petr Wurst (Jelito) († 1387). Původně se myslelo, že Petr Jelito založil klášter, protože byl rodákem ze zdejšího kraje, ale tento fakt byl později vyvrácen, a tak místo založení kláštera bylo vybráno na základě jeho významu. Po založení kláštera, ho Petr Jelito celý život podporoval a byl ve zdejším chrámu pohřben. Klášter byl postaven minimálně pro dvanáct řeholních kanovníků.
Původně byl klášter postaven za městskými hradbami a při něm kostel sv. Mikuláše a Kateřiny (dnes kostel sv. Máří Magdaleny). Jak se píše v nejstarší známé listině vydané ve prospěch kláštera 23. června 1371 (vlastní zakládací listina byla vydána až 8. srpna 1371). Mimo pozemky okolo kláštera, spravoval konvent ještě ves Střížez, dvůr Kronfeld a mlýn u Albrechtic.
Dne 30. prosince 1372 klášter převzal pod ochranu císař Karel IV. V prvních letech měl statut proboštství a byl spravován proboštem Jindřichem.. V letech 1375 a 1378 byly na jeho stavbu vypsány odpustky a roku 1377 mu litomyšlský biskup Albrecht ze Šternberka klášteru inkorporoval městský farní kostel Panny Marie (později zasvěcený sv. Václavovi) a přenesl na klášter všechna jeho práva. V dalších letech se začaly majetky kláštera rozrůstat.
Do roku 1377 žili kanovníci v klášteře, poté se přestěhovali na faru ve městě z důvodu vlhkosti v budově kláštera. Dále ještě byl klášteru inkorporován kostel v Nezamyslicích. Petr Jelito zemřel v roce 1387 a byl pochován v původním klášterním chrámu.

### Klášter na Jiráskově náměstí

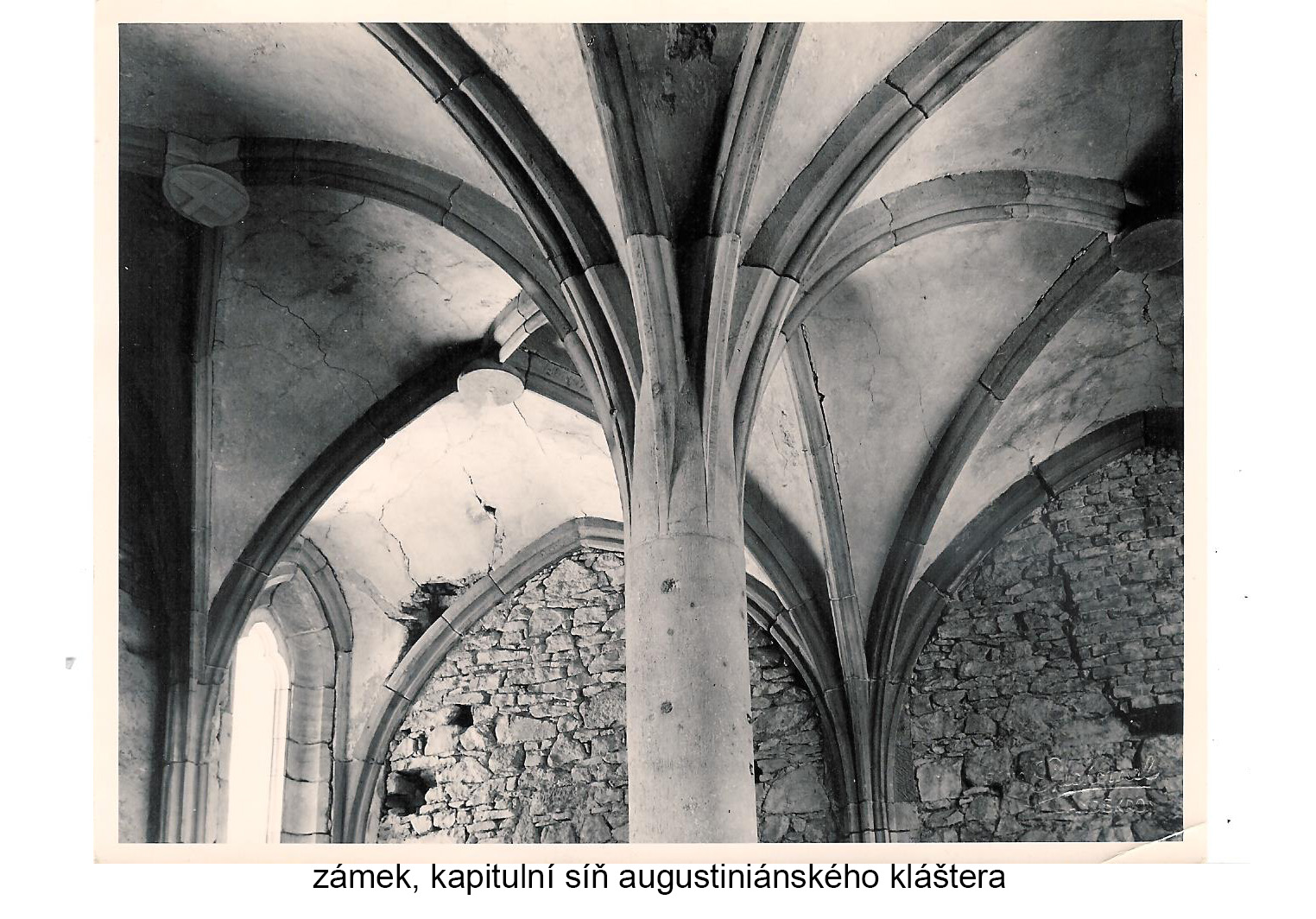
Kapitulní síň

V roce 1390 vydal papež Bonifác IX. listinu, kterou povolil přenesení kláštera. O vydání této listiny byl požádán litomyšlským biskupem Janem Železným. Biskup nechal vystavět nový klášter ve městě a celý konvent se do něj přestěhoval již roku 1393; pro dokončení stavebního areálu vypsal roku 1397 udělení odpustků.
Původní klášter pod správou augustiniánů dále sloužil jako špitál se hřbitovem a malým roubeným kostelem s kamennou podezdívkou a oddělenou zvonicí. Roku 1825 byl zrušen a o dva roky později zde byl vybudován klasicistní jednolodní kostel svaté Maří Magdalény s půlkruhovým presbytářem, věží a kaplí na jihozápadní straně lodi. Hřbitov byl zrušen roku 1901.
Pro vlastní stavbu kláštera muselo být zbořeno celkem patnáct domů v letech 1396–1399 z důvodu nedostatku místa pro konvent. Roku 1396 bylo zbořeno prvních sedm měšťanských domů. Dalších osm následovalo roku 1399, aby se zamezilo nebezpečí vzniku požáru. Kostel byl projektovaný jako pravidelné dvoulodí s pětiboce uzavřeným presbytářem. V patře sakristie byla na konci 20. století objevena středověká malovaná výzdoba.
K roku 1350 doložený kostel Panny Marie, ke kterému byl klášter přenesen, byl později přesvěcen na kostel svatého Václava. Podle archeologického výzkumu se kolem původního kostela nacházel i hřbitov. To se změnilo, když byl v letech 1377–1401 klášter přestavěn. Nový klášter augustiniánů se rozléhal na téměř celé ploše dnešního Jiráskova náměstí.
Za husitských válek byl klášter roku 1421 vypálen a tím jeho zdejší působnost zanikla. Klášterní areál připadl roku 1425 světským držitelům a v roce 1498 byl klášter Bohoušem Kostkou z Postupic přestavěn na zámek. V polovině 15. století byla budova konventu přestavěna na pohodlnější bydlení šlechty. Až v roce 1584 byl kostel navrácen katolíkům.

## Popis

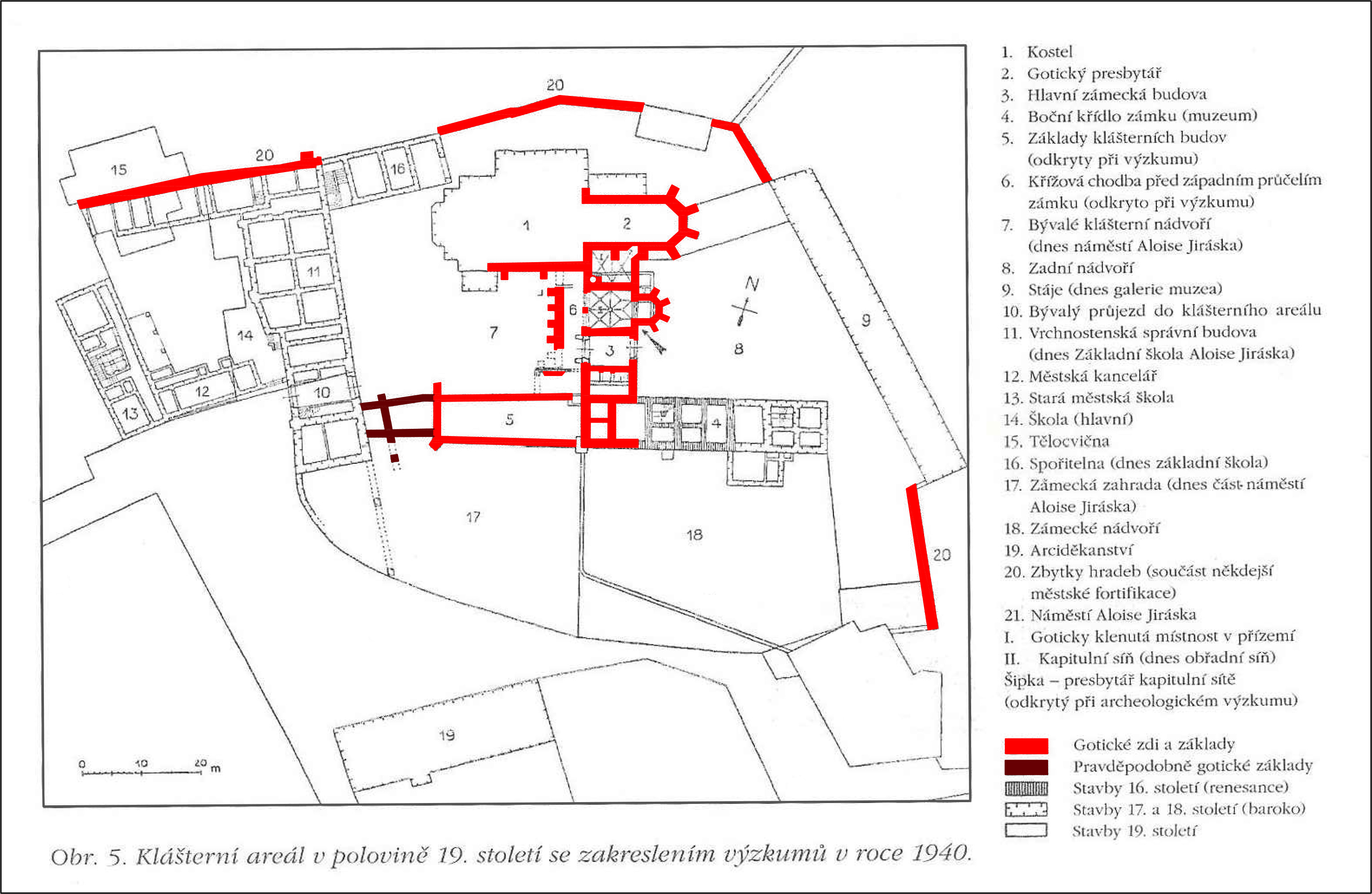
Situace z archeologického výzkumu z roku 1940

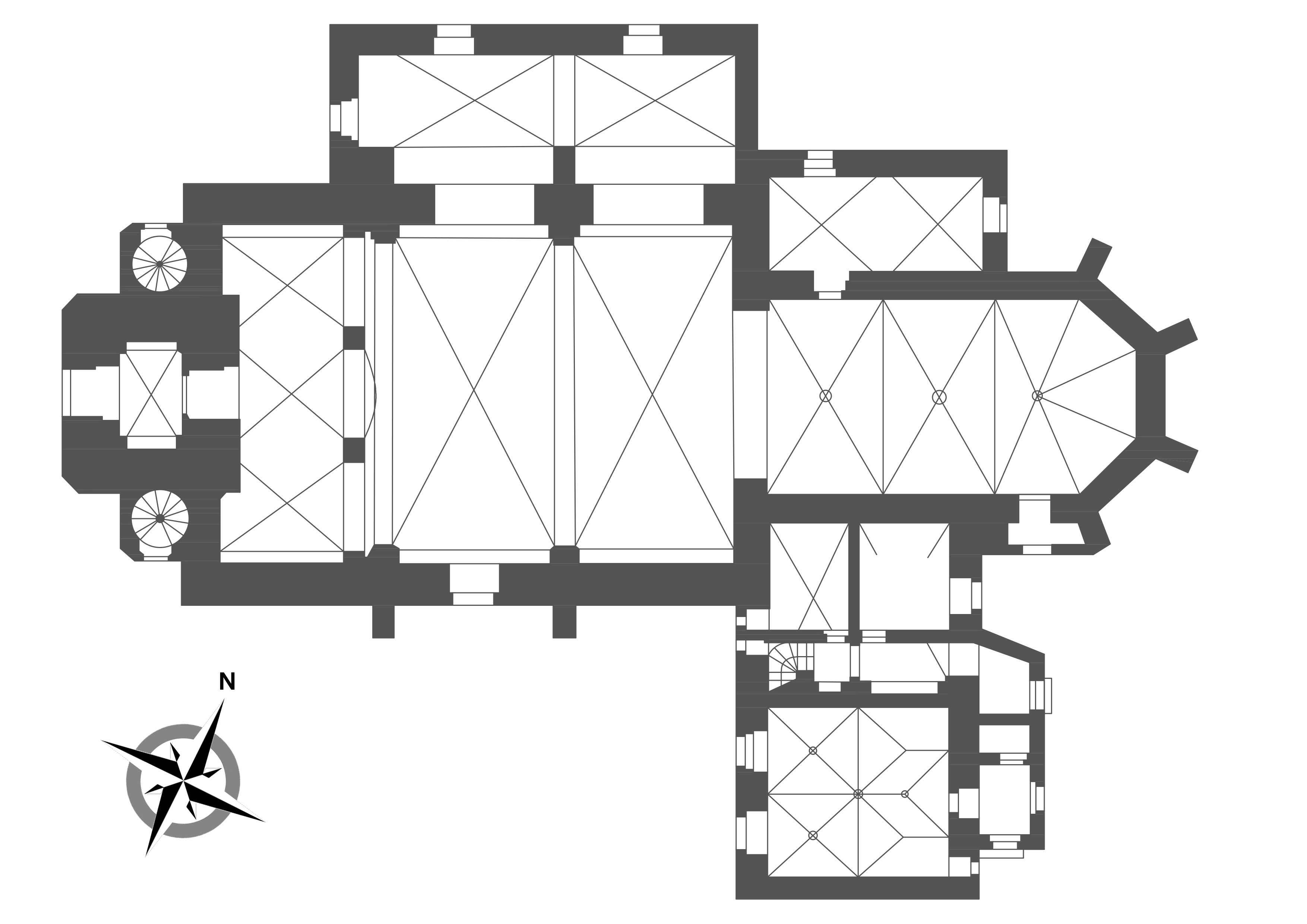
Půdorys kostela svatého Václava

Z původního interiéru kláštera se dochovaly pouze dvě goticky zaklenuté místnosti a kostel svatého Václava. Síň sklenutá na střední pilíř sloužila jako kapitulní síň. V roce 1940 zde byl prováděn archeologický výzkum, při kterém byl odhalen hřbitov a pozůstatky kláštera. Dnes se na místě kláštera nachází městské muzeum a kostel svatého Václava. Dochovaná kapitulní síň se dnes používá jako obřadní síň.
Kostel je trojlodní, uvnitř nečleněný, sklenutý křížovými klenbami. Na západní straně je kruchta nesená třemi oblouky opět křížově podklenutá.
Kapitulní síň z původního kláštera má dvě pole zaklenutá křížovou klenbou a další jsou zaklenutá klenbou obkročnou. Žebra mají hruškový tvar a přecházejí bez konzol ve svazkové přípory, které jsou ukončené obyčejnou společnou patkou. Žebra jsou uprostřed svedena na jeden pilíř bez přerušení konzolami a plynule v pilíř přecházejí. Svorníky v místě křížení žeber jsou obyčejné bez plastické výzdoby. Na východní straně se nacházejí dvě menší okna s jeptiškami, rozčleněny jednoduchou mříží.
Rovněž na západní straně se nachází dvě větší gotická okna, prolomená až v pozdějších letech. Dnes jsou zasklena barevnou vitráží. Okna zaujímají prostor celé stěny, kde na obnažené kvádry mezi okny nasedají žebra klenby.
Z původní kapitulní síně lze projít do další dochované síně, která původně sloužila jako dvoupatrová sakristie kostela. Zde se nachází zbytky původního točitého schodiště na západní straně. Na východní straně jsou zbytky portálu vedoucího do kostela. Tato místnost je zaklenuta křížovou klenbou o dvou polích. Žebra jsou svedena na jehlancové konzoly s vegetabilním dekorem. Okno je zde pouze jedno, a to na východní straně. Je stejné jako v kapitulí síni. Dva svorníky této klenby jsou zdobeny reliéfní plastikou. Jeden nese ve znaku oslici, což bylo erbovní znamení zakladatele kláštera Petra Jelita. Druhý svorník zdobí plastika hlavy Ježíše Krista ve svatozáři (veraikon). Portál spojující obě místnosti má gotický lomený oblouk s výžlabky, bez výzdoby.
V západním průčelí na fasádě si lze všimnout pozůstatků dvoupatrové křížové chodby. Na rohu budovy dnešního městského muzea je na jednom z kamenných kvádrů stále viditelná značka kameníka.

## Konfraternita
Konvent augustiniánského kláštera v Lanškrouně byl začleněn do sítě spřízněných konventů, především augustiniánů kanovníků, prostřednictvím konfraternit.
- 1381 s nejstarším českým konventem v Roudnici nad Labem
- 1387 s klášterem v Třeboni
- 1386 s kartouzou v Údolí Josafat v Dolanech u Olomouce
- 1397 s klášterem ve Fulneku
- 1397: s klášterem Panny Marie v Jaroměři
- 1406: s klášterem Panny Marie ve Šternberku na Moravě
- 1407: s klášterem Božího Těla v Kazimierzi u Krakova

V čele konventu stál vždy probošt. První byl probošt Jindřich v letech 1371–1408. Dále v letech 1401 - 1420 vládl probošt Jan. Roku 1421 se do čela postavil probošt Vavřinec, který s řeholníky byl nucen před husity uprchnout nejprve do Olomouce, kde se jejich konvent spojil s kapituláry z Prostějova a ze Šternberka, dále přesídlil do Fulneku, kde zemřel roku 1437. Další probošti se titulují na listinách jako lanškrounští, ale v 15. století se již konvent do Lanškrouna nevrátil.
Za druhé světové války, v roce 1940, kdy se Lanškrounsko nacházelo na území tehdejších Sudet, byl v klášteře proveden archeologický výzkum, který měl ideologický cíl poplatný době: hledaly se památky německých kolonizátorů. Pod vedením archeoložky Hossnerové měl být odkryt hřbitov, kde se nacházely ostatky lidí, kteří přišli do Lanškrouna v době vrcholné kolonizace.

## Zajímavost
Biskup Petr Jelito rozhodl, aby k oslavě svátku svatých Filipa a Jakuba (1. května) městská obec zakoupila čtyři nádoby piva. Dvě připadly klášteru a dvě byly pro obyvatele města.

## Galerie

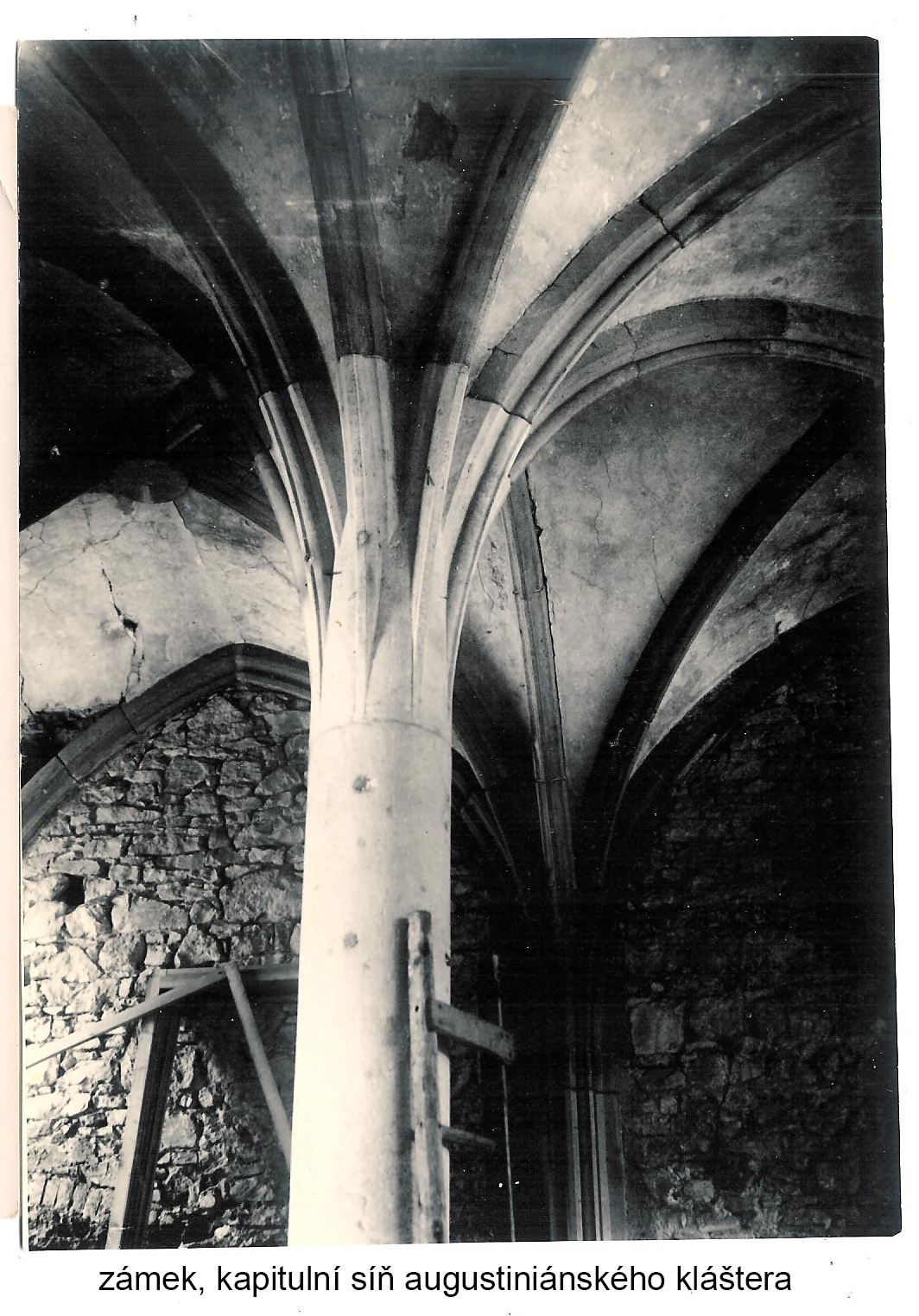
Kapitulní síň
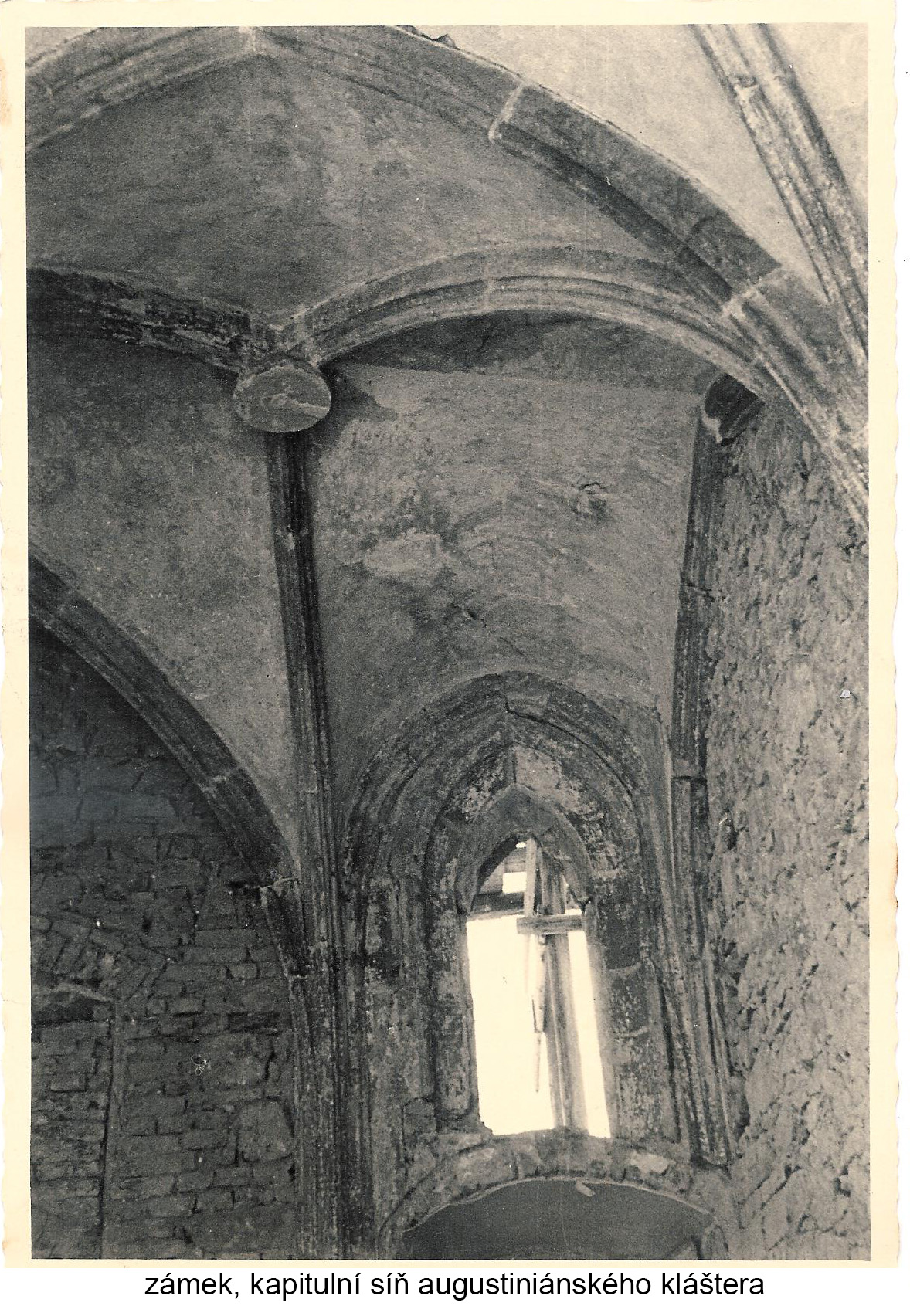
Kapitulní síň
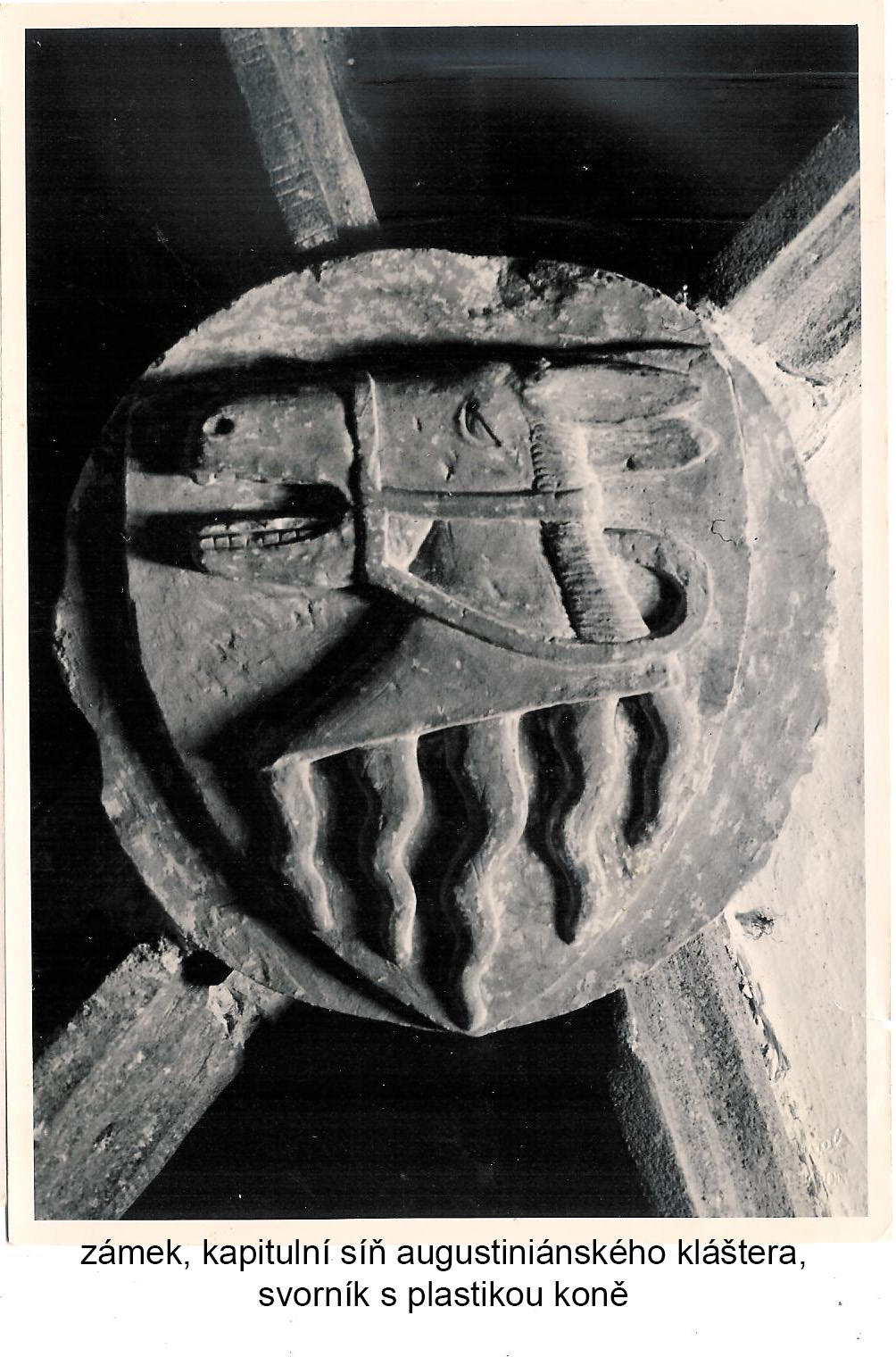
Svorník klenby
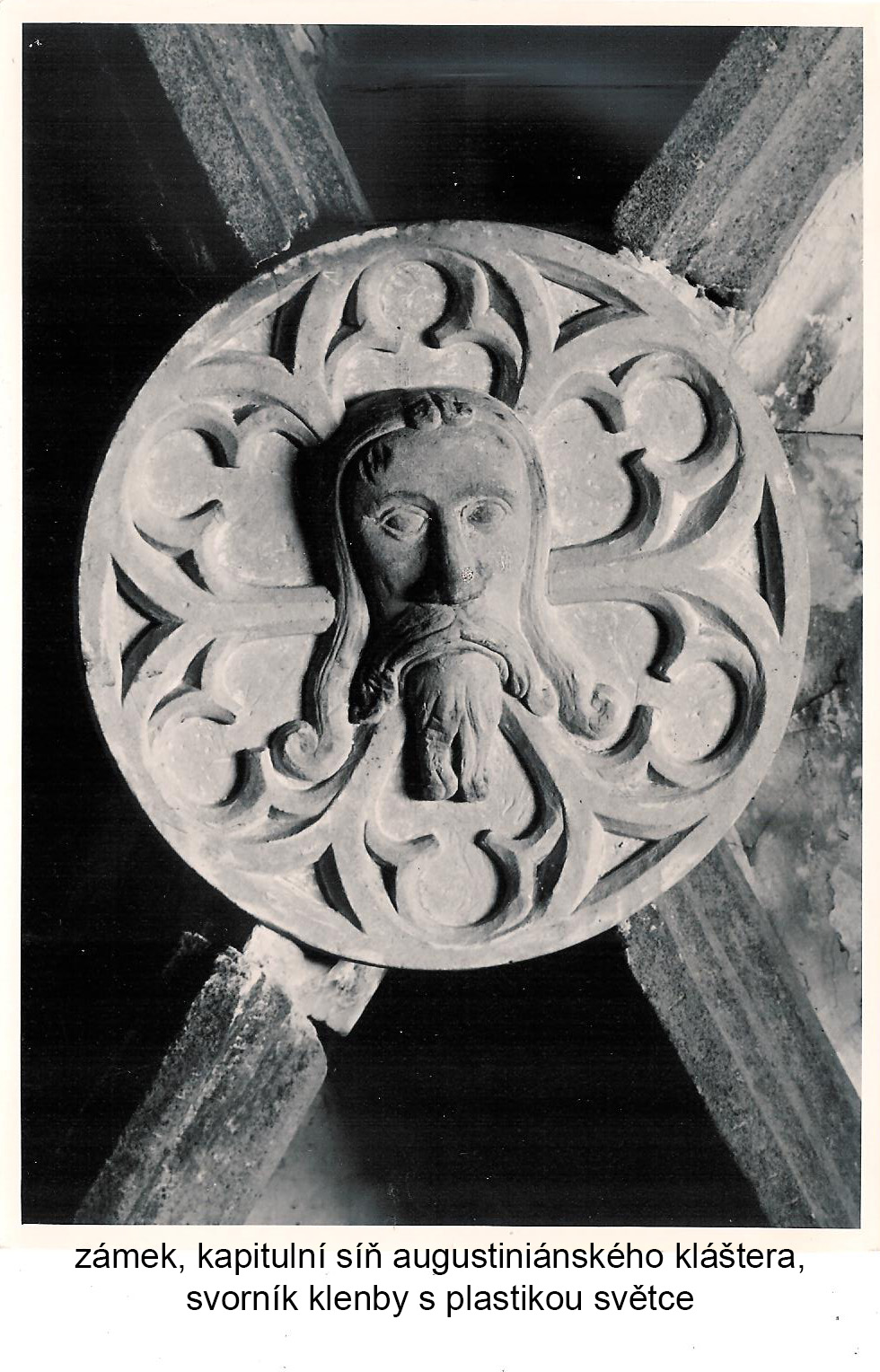
Svorník klenby
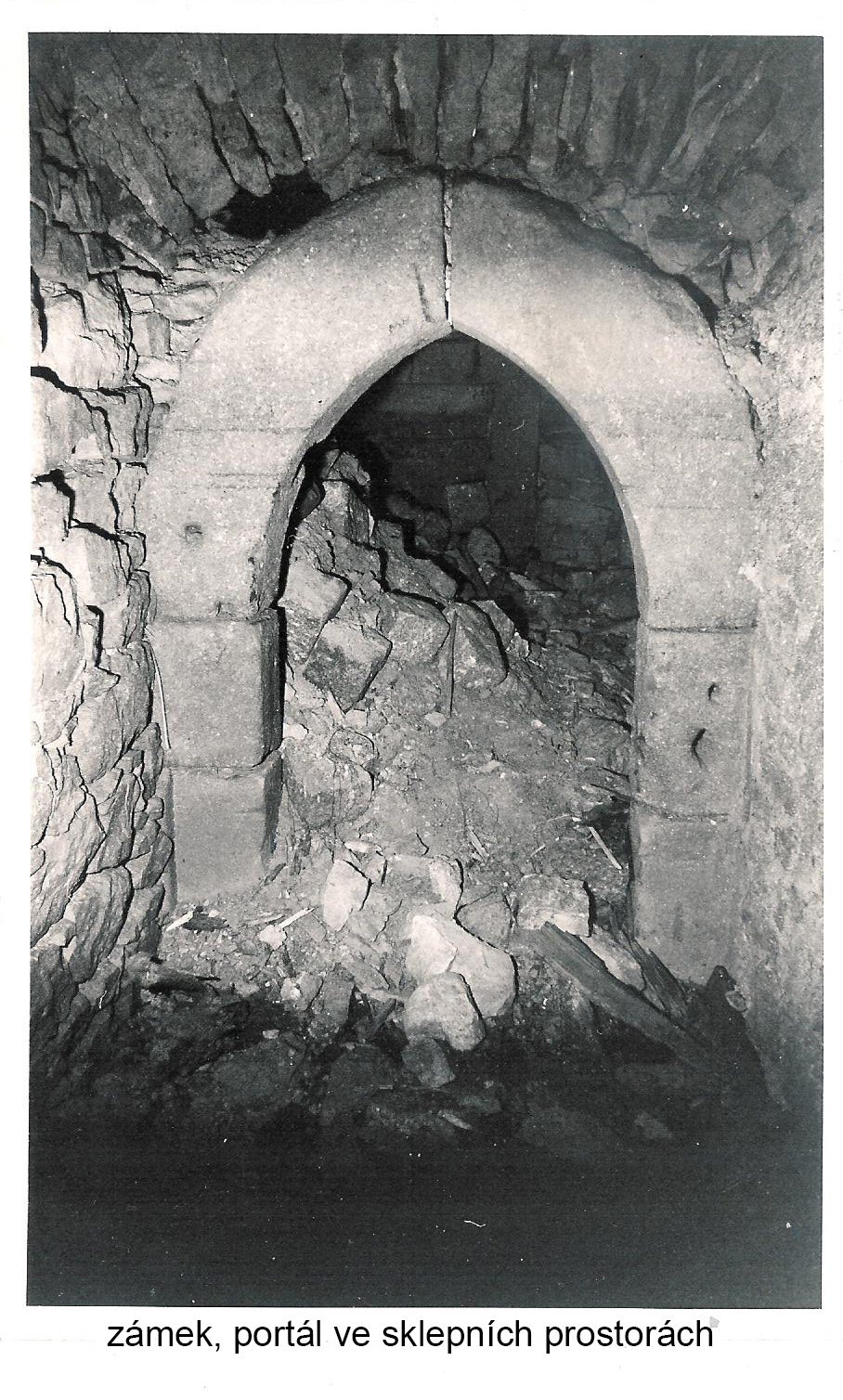
Portál ve sklepení
Pozůstatky schodiště